# Kompania Piwowarska
Kompania Piwowarska (som på polsk betyder Brewing Company) er et bryggeri etableret i Polen i 1999 som et resultat af fusion af to SABMiller ejede polske bryggerier The Lech brewery i Poznań, og Tyskie Górny Śląsk i Tychy. Selskabet ejer også Dojlidy Brewery. De tre bryggerier har en kapacitet på 15.1 millioner Hektoliter.Kompania Piwowarska står for 45% af det polske ølmarked.
52°23′06″N 16°59′51″Ø / 52.3851°N 16.9976°Ø